# Warren Jacques
Warren F. Jacques, né le 10 mars 1938 à Sydney, est un joueur australien de tennis.

## Carrière
Formé aux côtés des grands joueurs du tennis australiens des années 1960, Rod Laver, Fred Stolle, Lew Hoad, Ken Rosewall.
Il a remporté pas loin d'une dizaine de tournois entre 1959 et 1963, à Semarang, Bruxelles, Llanelli, Cheltenham, Newport, Montrose, Saint Andrews, Brisbane.
Il est huitième de finaliste du Tournoi de Wimbledon 1961, perdu 6-8, 1-6, 5-7 contre Chuck McKinley après avoir battu Jorgen Ulrich, Ingo Buding et Donald Dell. Il atteint aussi les huitièmes (3e tour) de l'Open d'Australie 1966, perdu 2-6, 1-6, 8-10 contre Fred Stolle (il bénéficie du forfait de John O'Brien au 2e tour).
En double, il a atteint les demi-finales de l'Open d'Australie 1967. Au premier tour de l'édition 1968, il abandonne lors d'un match marathon après que ses adversaires aient breaké dans le 5e set : 6-4, 16-18, 9-7, 15-17, 0-2, ab.
Retiré du circuit depuis l'Open d'Australie 1964, il profite du passage à l'ère Open en 1968 pour participe au tournoi de Wimbledon (en simple) et à l'US Open (en simple et double) pour la première fois. Il joue également le double de l'Open d'Australie 1975 où il bat une paire composée de Jimmy Connors et Spencer Segura (fils de Pancho).
Il a remporté le tournoi de double de Dallas sur le circuit WCT en 1970 avec l'Australien Roy Emerson en battant une paire de compatriotes, Ken Rosewall et Fred Stolle,. Il s'agit de sa troisième et dernière participation à un tournoi professionnel.

## Après carrière
Il a joué six ans sur le circuit mondial mais il doit arrêter afin de gagner sa vie et part travailler dans un club de tennis à Dallas. Il devient alors un des meilleurs coachs du monde. Il y a entrainé les Texans Steve Denton et Bill Scanlon. Il fait perdre 10 kg à Denton, ensuite l'Américain a atteint la finale de l'Open d'Australie en 1981 et 1982 ainsi que la 12e place mondiale en 1983,. Parallèlement il entraine le Sud-Africain naturalisé américain Kevin Curren. Celui-ci atteint la finale de l'Open d'Australie en 1984 et celle de Wimbledon en 1985 ainsi que la 5e place mondiale en 1985. Les deux joueurs formaient une redoutable paire de double. Avec Warren Jacques, ils gagnent l'US Open 1982 et jouent la finale du Masters en 1981. Steve Denton associé à Sherwood Stewart atteint également la finale de l'Open d'Australie en 1983. Il a aussi entrainé Bill Scanlon, arrivé à la 9e place mondiale en 1984 après sa demi-finale à l'US Open 1983 où il bat le no 1 mondial John McEnroe en 1/8. Son plus grand regret en tant que coach reste la finale perdue de Kevin Curren contre Boris Becker en 1985 alors même qu'il avait réussi l'exploit unique d'éliminer Jimmy Connors puis John McEnroe.
Il a été le capitaine de l'équipe de Grande-Bretagne de Coupe Davis et également le DTN (Directeur Technique National) du tennis britannique de 1988 à 1990, il a aidé à la formation de joueurs comme Jeremy Bates (il est son entraineur au moment de sa nomination), Andrew Castle et Tim Henman.

## Palmarès

### Titre en double messieurs
| No | Date       | Nom et lieu du tournoi | Catégorie | Surface         | Partenaire  | Finalistes               | Score         |  |
| -- | ---------- | ---------------------- | --------- | --------------- | ----------- | ------------------------ | ------------- |  |
| 1  | 20-04-1970 | Dallas WCT Dallas      |           | Moquette (int.) | Roy Emerson | Ken Rosewall Fred Stolle | 6-4, 6-8, 6-4 |  |